# Distretto di Lugano
Il distretto di Lugano, altresì detto Luganese (in comasco distrètt de Lügàn o Lüganés), è un distretto del Canton Ticino, in Svizzera. Confina con i distretti di Locarno a nord-ovest, di Bellinzona a nord e di Mendrisio a sud e con l'Italia (Lombardia): provincia di Como a est e provincia di Varese a ovest. Il capoluogo è Lugano. Comprende gran parte del Lago di Lugano.

## Geografia fisica
Il distretto di Lugano è il quinto distretto per superficie ed il primo per popolazione del Canton Ticino.
La massima elevazione del distretto è il monte Camoghè (2.232 m). Altre cime sono il Gazzirola (2.118 m), il Monte Tamaro (1.961 m) e il Lema (1.620 m).
I fiumi principali sono il Vedeggio, il Cassarate, la Magliasina, il Mara, tutti immissari del lago di Lugano e la Tresa, che collega il Lago di Lugano al lago Maggiore.

## Infrastrutture e trasporti

### Bus
- Trasporti Pubblici Luganesi (TPL)
- Autolinee Regionali Luganesi (ARL)
- Autopostale

### Aeroporti
L'Aeroporto di Lugano-Agno aveva voli diretti per Cagliari, Crotone, Roma, Ginevra, Olbia, Pantelleria, Vienna e Zurigo. Dal 2019 non ha più voli di linea.

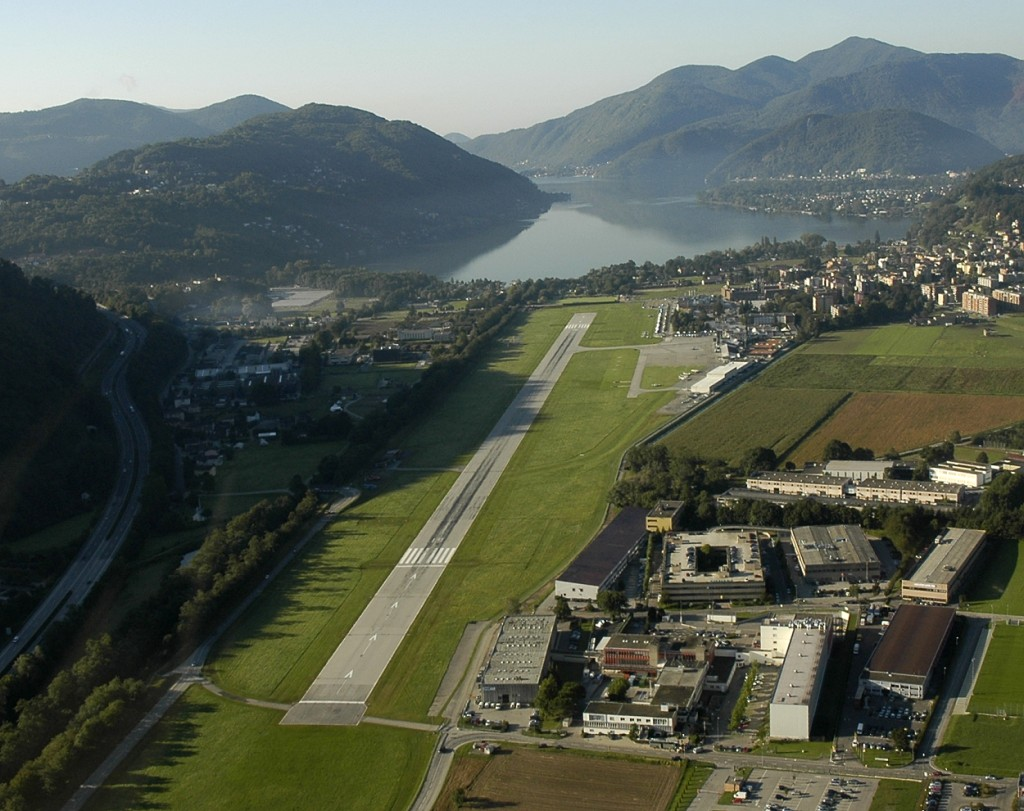
L'Aeroporto di Lugano-Agno

### Strade
Il territorio del distretto è attraversato dall'autostrada A2/E35 Basilea-Chiasso che collega il nord della Svizzera con l'Italia attraverso il San Gottardo, Bellinzona e il valico di Brogeda. L'autostrada ha uscite nel distretto a Rivera, Lugano nord, Lugano sud e Melide-Bissone.
La strada cantonale 2 attraversa il territorio del distretto da Melano a Monteceneri, correndo parallela all'autostrada e attraversando Lugano. Altre strade importanti collegano Lugano con Ponte Tresa-Varese e Valsolda-Menaggio.

### Ferrovie
Il territorio del distretto è attraversato dalla ferrovia del Gottardo.

Da Lugano ha origine una linea a scartamento ridotto per Ponte Tresa.
In passato esistevano anche le ferrovie Lugano - Tesserete e Lugano - Dino.

### Navigazione
Da Lugano partono battelli della Società Navigazione del Lago di Lugano per Gandria, Morcote-Ponte Tresa, Porlezza e Capolago.

### Valichi di frontiera
Esistono 8 valichi di frontiera tra il distretto di Lugano e l'Italia. Partendo da est in senso orario si ha:
- Gandria/Oria Valsolda
- Bissone/Campione d'Italia (enclave)
- Arogno/Lanzo d'Intelvi
- Brusino Arsizio/Porto Ceresio
- Ponte Tresa/Lavena Ponte Tresa
- Ponte Cremenaga/Cremenaga
- Fornasette/Fornasette
- Cassinone/Palone

## Località sciistiche
- Bedea-Novaggio (Sito).
- Certara (alta Val Colla): Pista di sci di fondo della Val Colla.

## Geografia antropica

### Suddivisioni amministrative

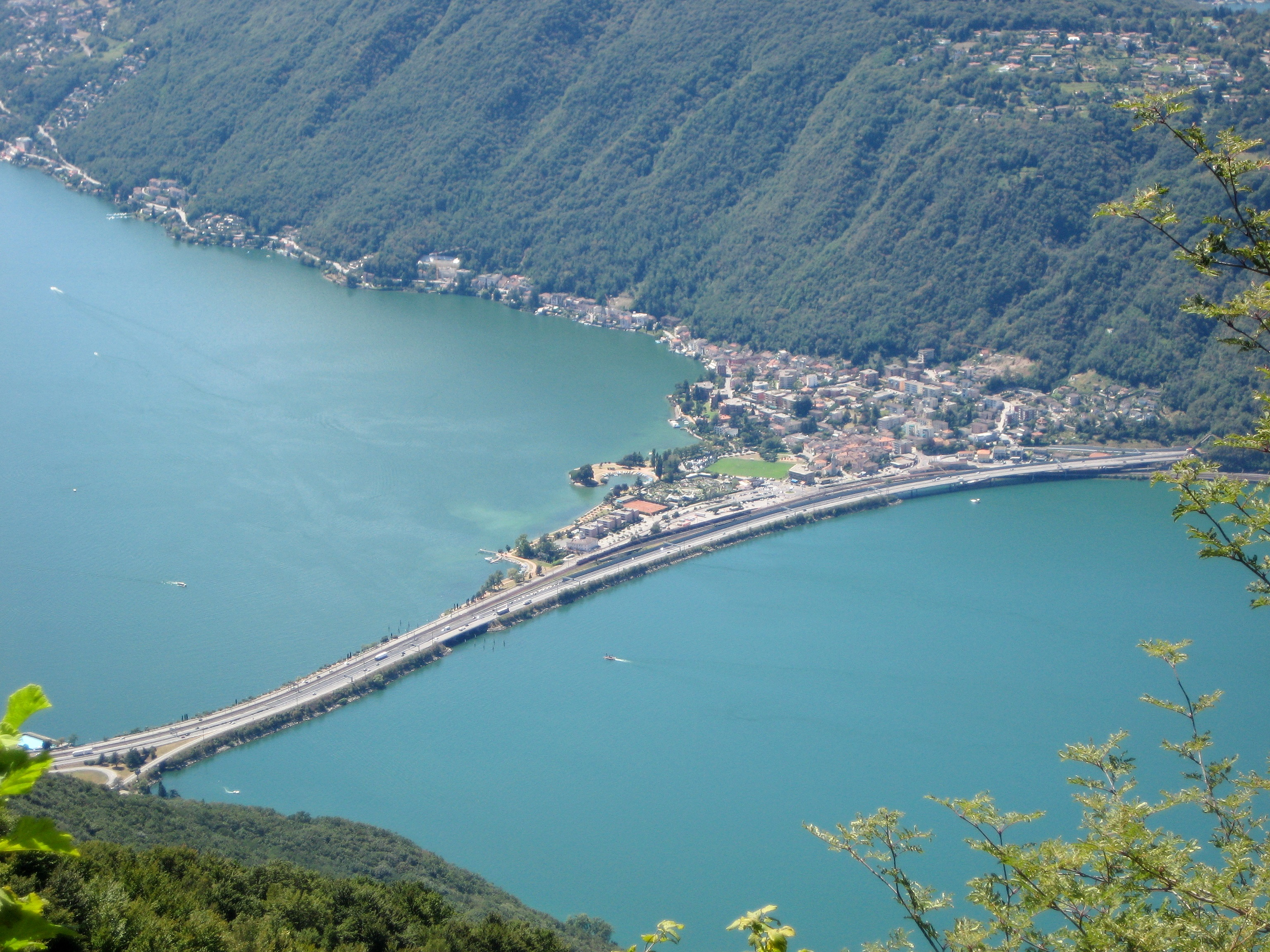
Ponte Diga di Melide-Bissone

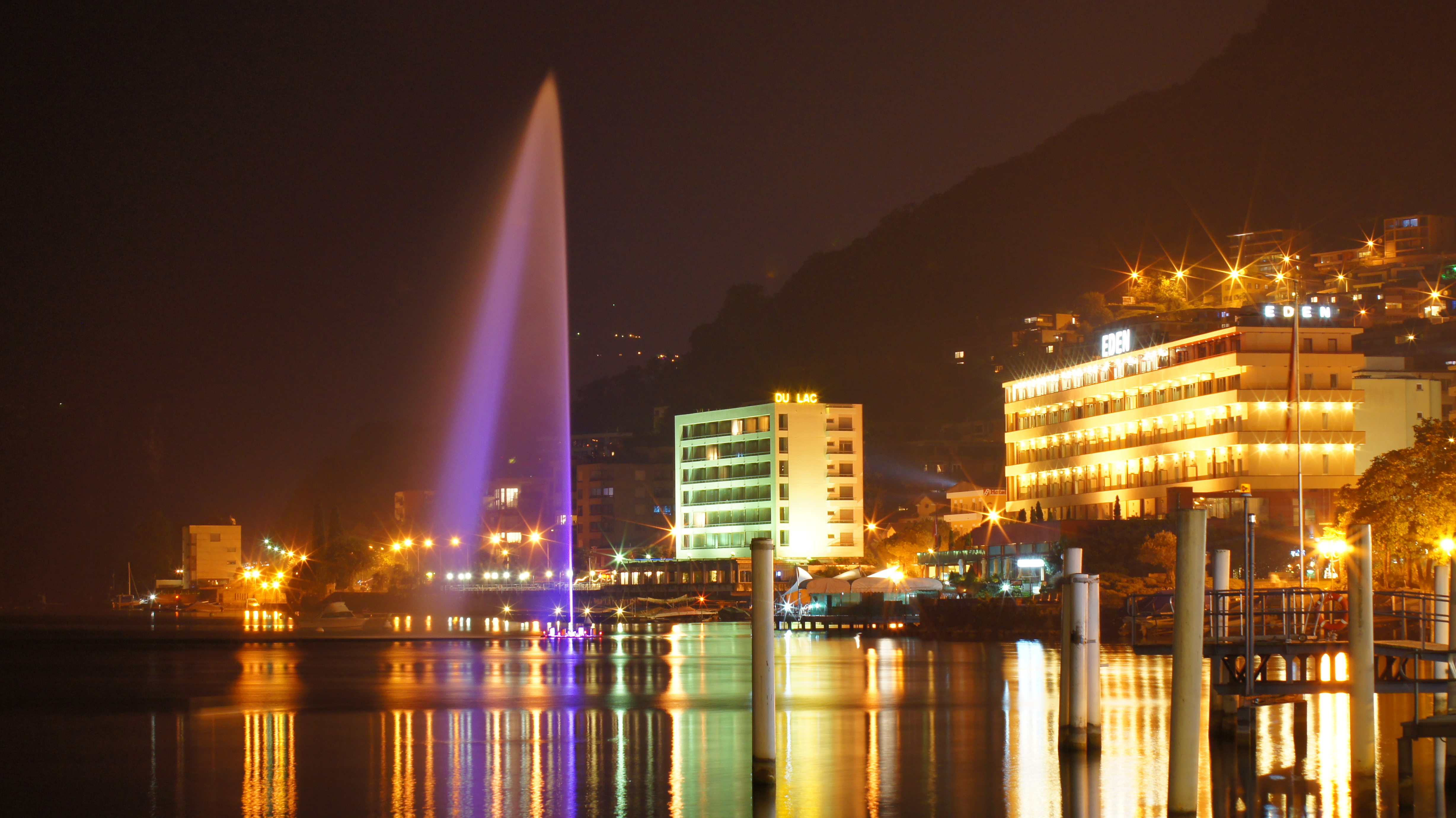
Getto d'acqua, Paradiso

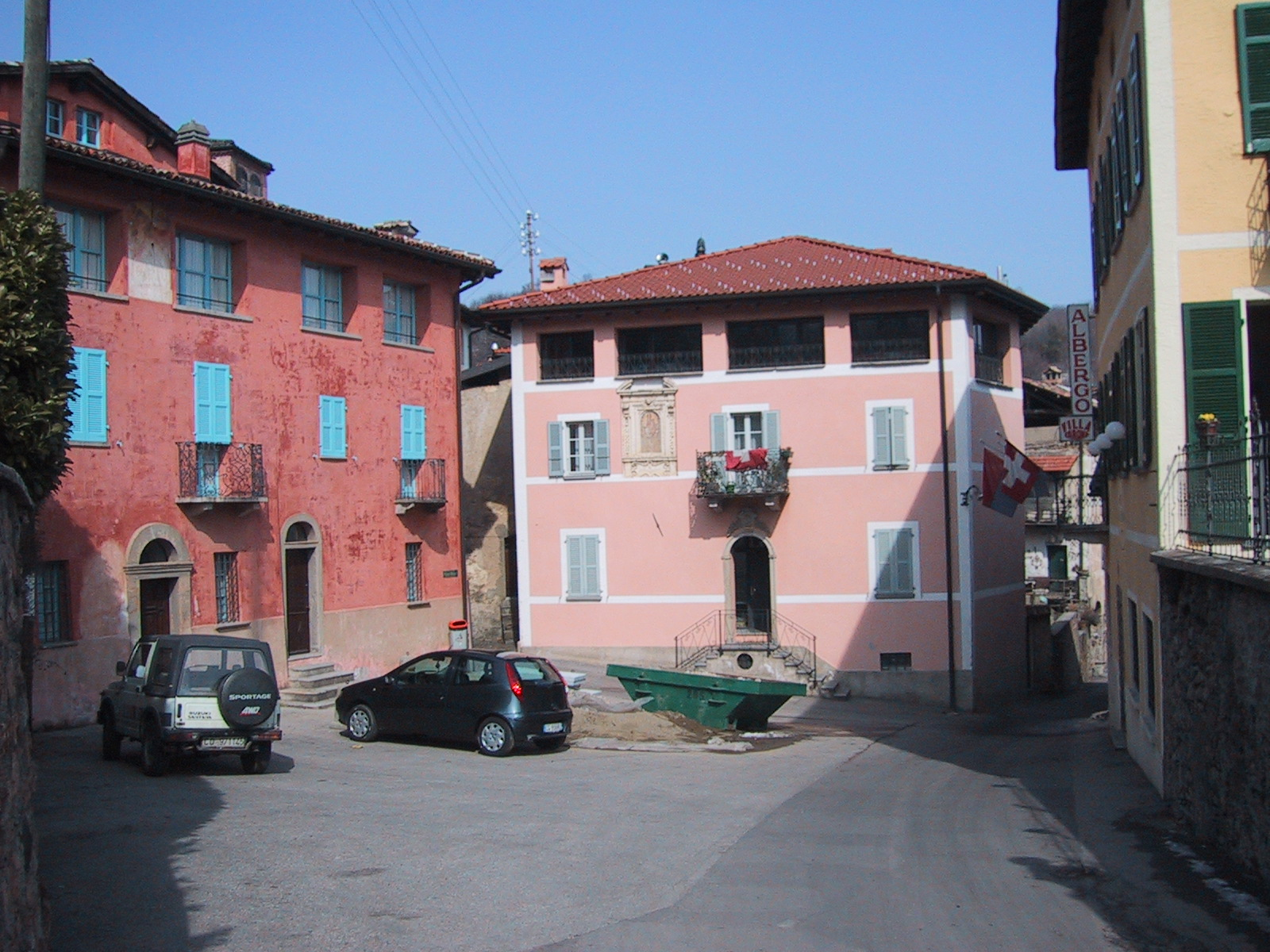
Carona, Lugano

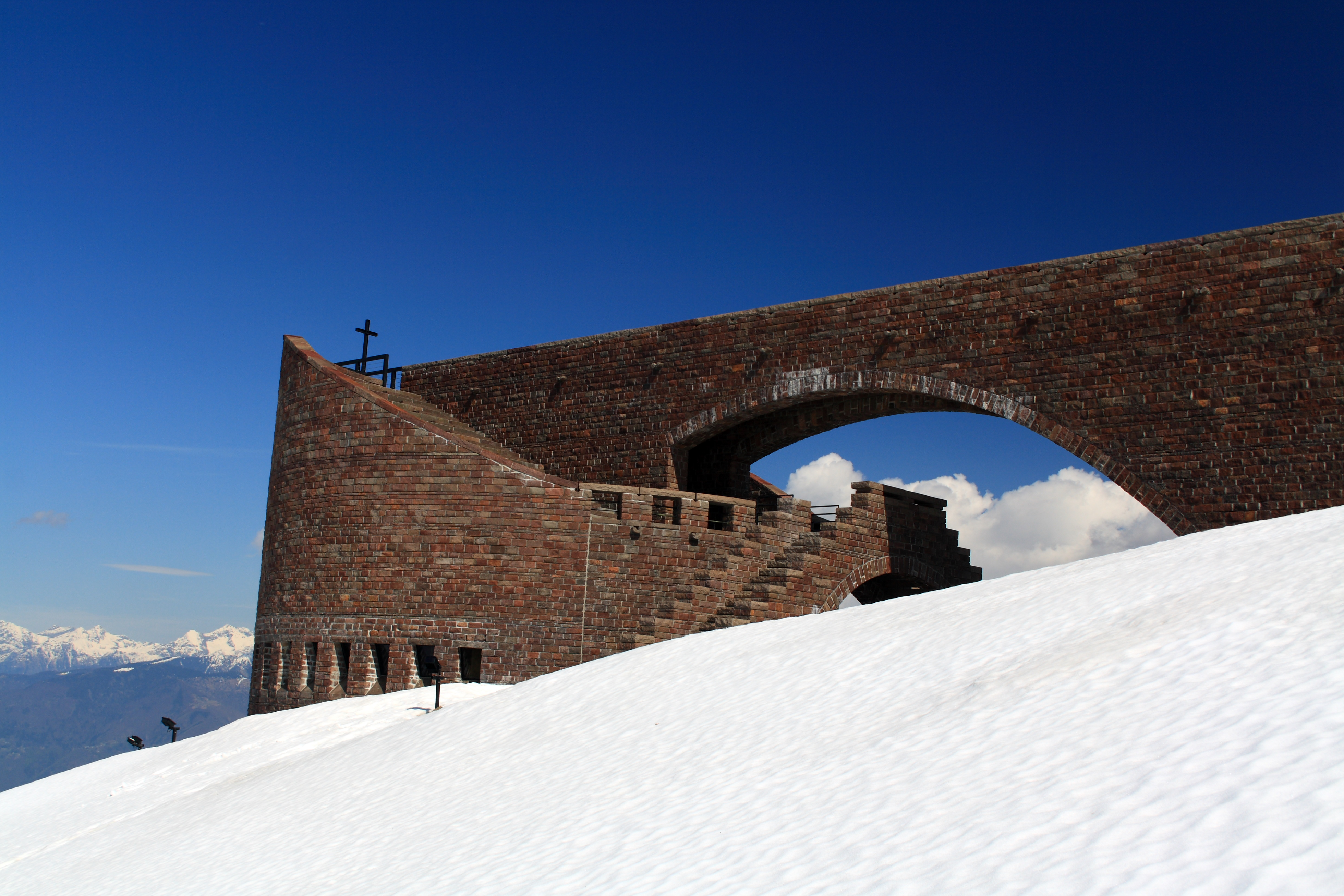
Santa Maria degli Angeli, Rivera

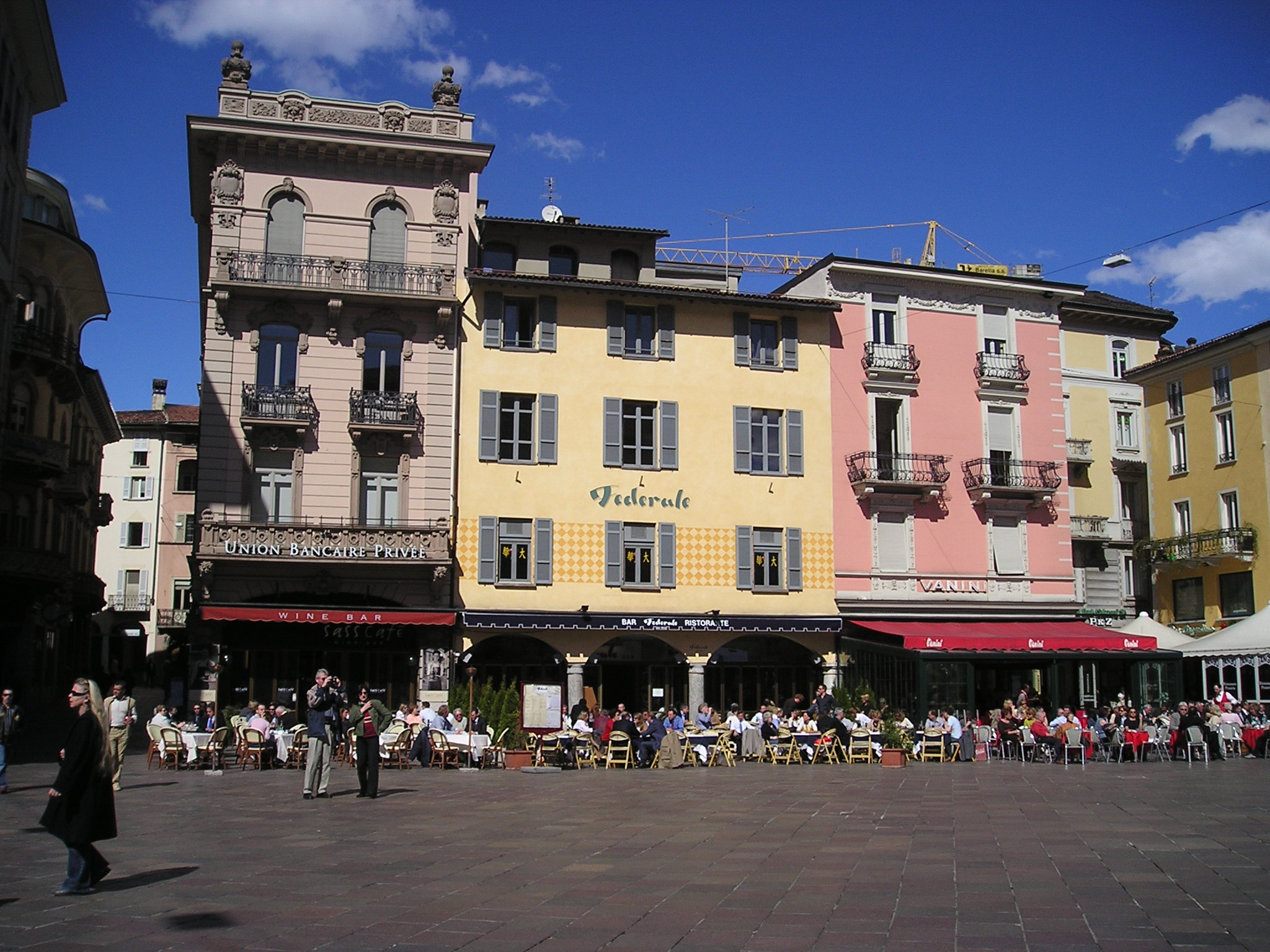
Lugano

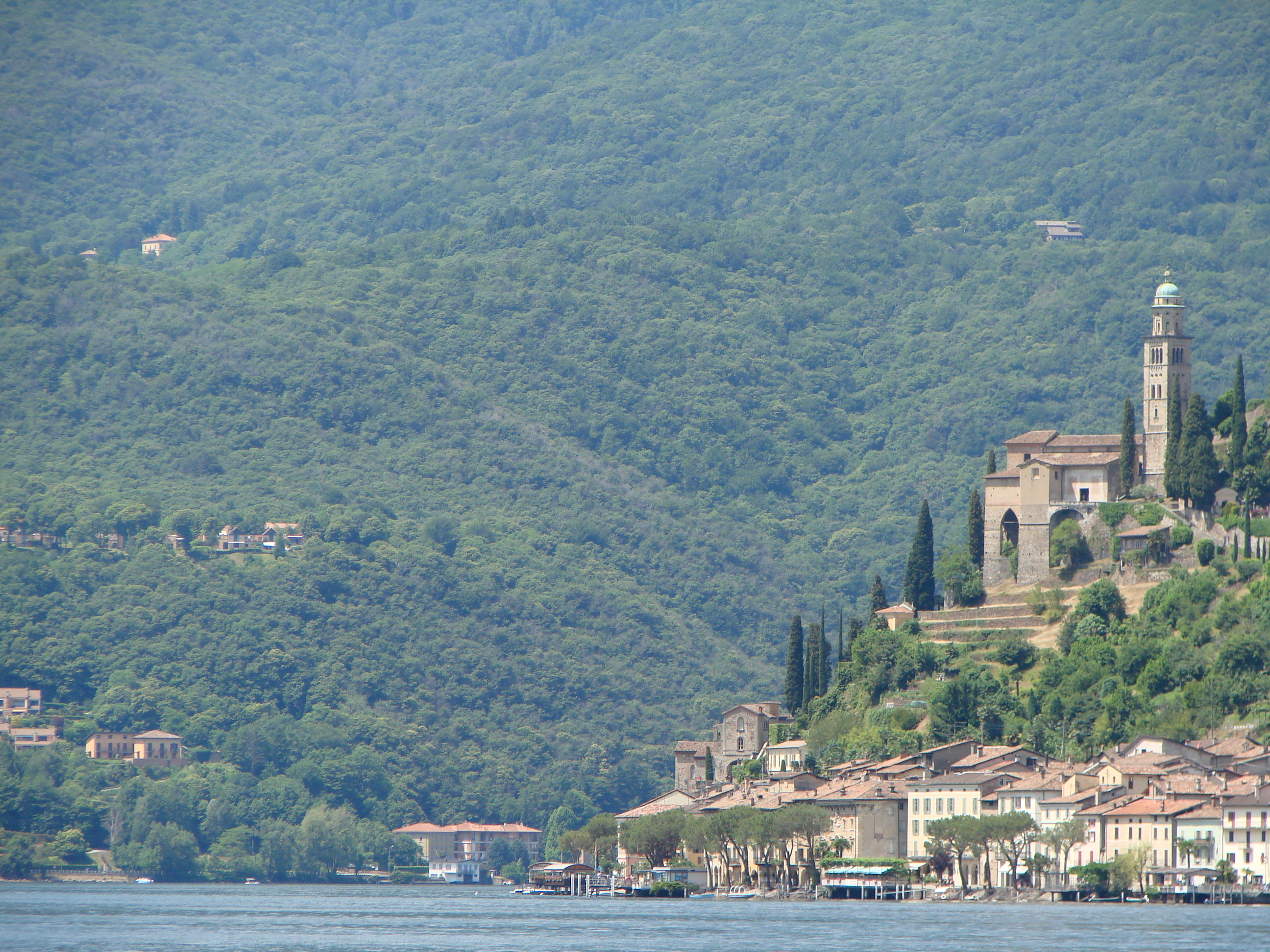
Morcote

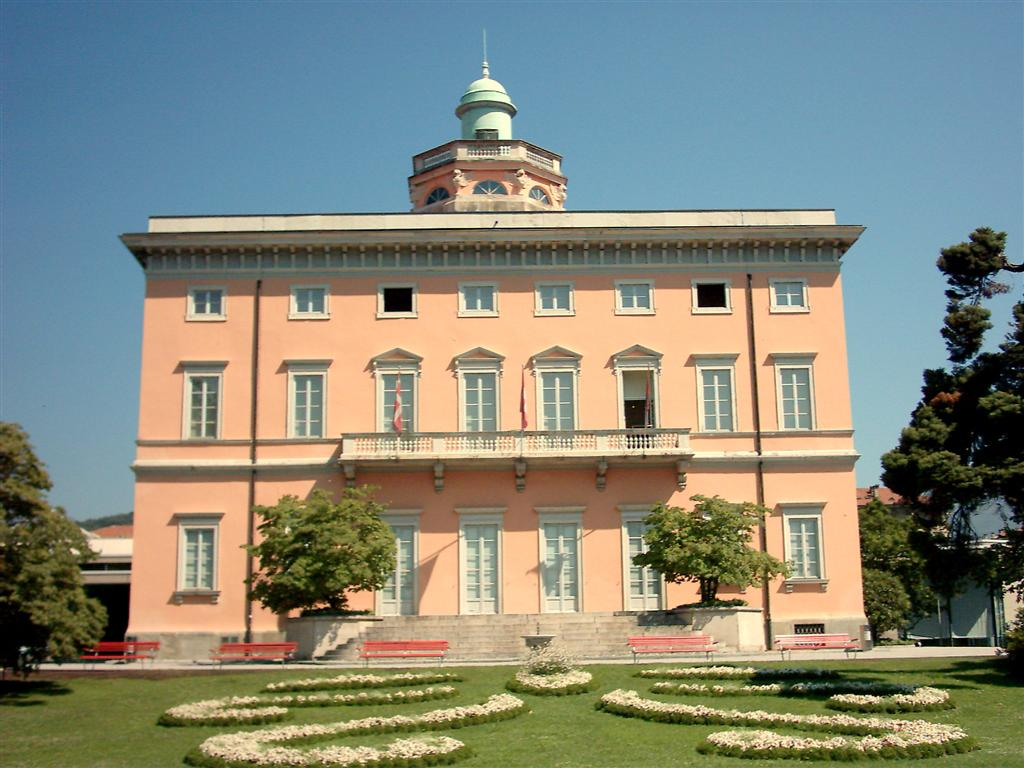
Villa Ciani, Lugano

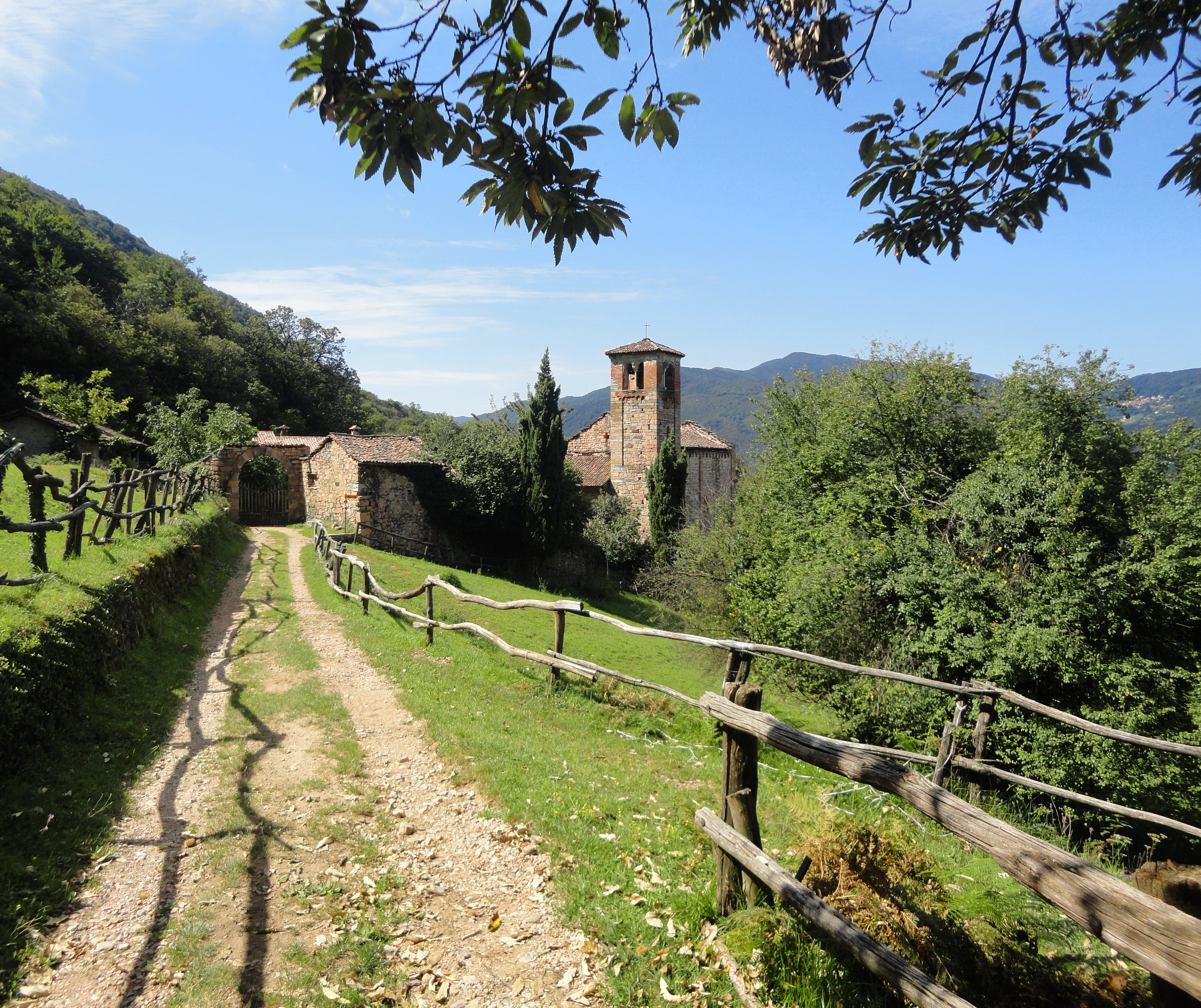
Complesso di Santa Maria Assunta di Carona, Lugano

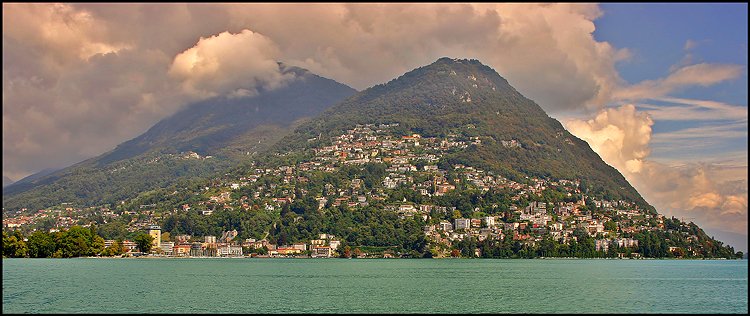
Monte Brè e Monte Boglia

Il distretto di Lugano è diviso in 12 circoli e 52 comuni:
| Circolo di Agno | Circolo di Agno | Circolo di Agno     | Circolo di Agno   |
| Stemma          | Nome del comune | Abitanti 31-12-2016 | Superficie in km² |
| --------------- | --------------- | ------------------- | ----------------- |
| Agno            | Agno            | 4518                | 2.49              |
| Bioggio         | Bioggio         | 2648                | 6.43              |
| Cademario       | Cademario       | 791                 | 3.96              |
| Muzzano         | Muzzano         | 804                 | 1.57              |
| Vernate         | Vernate         | 582                 | 1.51              |

| Circolo di Breno | Circolo di Breno | Circolo di Breno    | Circolo di Breno  |
| Stemma           | Nome del comune  | Abitanti 31-12-2016 | Superficie in km² |
| ---------------- | ---------------- | ------------------- | ----------------- |
| Alto Malcantone  | Alto Malcantone  | 1414                | 22.06             |
| Aranno           | Aranno           | 368                 | 2.72              |
| Lema (comune)    | Lema             | 2646                | 18.56             |

| Circolo di Capriasca | Circolo di Capriasca | Circolo di Capriasca | Circolo di Capriasca |
| Stemma               | Nome del comune      | Abitanti 31-12-2016  | Superficie in km²    |
| -------------------- | -------------------- | -------------------- | -------------------- |
| Capriasca            | Capriasca            | 6603                 | 36.35                |
| Origlio              | Origlio              | 1466                 | 2.07                 |
| Ponte Capriasca      | Ponte Capriasca      | 1884                 | 6.20                 |

| Circolo del Ceresio | Circolo del Ceresio | Circolo del Ceresio | Circolo del Ceresio |
| Stemma              | Nome del comune     | Abitanti 31-12-2016 | Superficie in km²   |
| ------------------- | ------------------- | ------------------- | ------------------- |
| Arogno              | Arogno              | 1004                | 8.50                |
| Bissone             | Bissone             | 905                 | 1.82                |
| Brusino Arsizio     | Brusino Arsizio     | 495                 | 4.04                |
| Val Mara            | Val Mara            | 2995                | 10.17               |

| Circolo di Lugano est Circolo di Lugano nord Circolo di Lugano ovest | Circolo di Lugano est Circolo di Lugano nord Circolo di Lugano ovest | Circolo di Lugano est Circolo di Lugano nord Circolo di Lugano ovest | Circolo di Lugano est Circolo di Lugano nord Circolo di Lugano ovest |
| Stemma                                                               | Nome del comune                                                      | Abitanti 31-12-2016                                                  | Superficie in km²                                                    |
| -------------------------------------------------------------------- | -------------------------------------------------------------------- | -------------------------------------------------------------------- | -------------------------------------------------------------------- |
| Lugano                                                               | Lugano                                                               | 63932                                                                | 75.34                                                                |

| Circolo della Magliasina | Circolo della Magliasina | Circolo della Magliasina | Circolo della Magliasina |
| Stemma                   | Nome del comune          | Abitanti 31-12-2016      | Superficie in km²        |
| ------------------------ | ------------------------ | ------------------------ | ------------------------ |
| Caslano                  | Caslano                  | 4373                     | 2.84                     |
| Magliaso                 | Magliaso                 | 1594                     | 1.09                     |
| Neggio                   | Neggio                   | 331                      | 0.91                     |
| Pura                     | Pura                     | 1398                     | 3.04                     |

| Circolo di Paradiso | Circolo di Paradiso | Circolo di Paradiso | Circolo di Paradiso |
| Stemma              | Nome del comune     | Abitanti 31-12-2016 | Superficie in km²   |
| ------------------- | ------------------- | ------------------- | ------------------- |
| Collina d'Oro       | Collina d'Oro       | 4656                | 6.91                |
| Grancia             | Grancia             | 526                 | 0.63                |
| Melide              | Melide              | 1806                | 1.67                |
| Morcote             | Morcote             | 755                 | 2.80                |
| Paradiso            | Paradiso            | 4152                | 0.89                |
| Vico Morcote        | Vico Morcote        | 382                 | 1.91                |

| Circolo di Sessa | Circolo di Sessa | Circolo di Sessa    | Circolo di Sessa  |
| Stemma           | Nome del comune  | Abitanti 31-12-2016 | Superficie in km² |
| ---------------- | ---------------- | ------------------- | ----------------- |
| Tresa            | Tresa            | 3287                | 11.67             |

| Circolo di Taverne | Circolo di Taverne | Circolo di Taverne  | Circolo di Taverne |
| Stemma             | Nome del comune    | Abitanti 31-12-2016 | Superficie in km²  |
| ------------------ | ------------------ | ------------------- | ------------------ |
| Bedano             | Bedano             | 1574                | 1.87               |
| Gravesano          | Gravesano          | 1299                | 0.69               |
| Manno              | Manno              | 1318                | 2.38               |
| Mezzovico-Vira     | Mezzovico-Vira     | 1375                | 10.21              |
| Monteceneri        | Monteceneri        | 4655                | 36.9               |
| Torricella-Taverne | Torricella-Taverne | 3066                | 5.24               |

| Circolo di Vezia | Circolo di Vezia | Circolo di Vezia    | Circolo di Vezia  |
| Stemma           | Nome del comune  | Abitanti 31-12-2016 | Superficie in km² |
| ---------------- | ---------------- | ------------------- | ----------------- |
| Cadempino        | Cadempino        | 1520                | 0.76              |
| Canobbio         | Canobbio         | 2121                | 1.30              |
| Comano           | Comano           | 2083                | 2.06              |
| Cureglia         | Cureglia         | 1359                | 1.06              |
| Lamone           | Lamone           | 1785                | 1.86              |
| Massagno         | Massagno         | 6195                | 0.73              |
| Porza            | Porza            | 1612                | 1.58              |
| Savosa           | Savosa           | 2212                | 0.74              |
| Sorengo          | Sorengo          | 1783                | 0.85              |
| Vezia            | Vezia            | 1971                | 1.39              |

## Comunanze
Delle numerose Comunanze sparse sul territorio del distretto di Lugano al giorno d'oggi non ne rimane che una. Ciò è dovuto al fatto che i comuni che si dividevano i territori delle comunanze si sono fusi tra di loro, comportando quindi la sparizione di queste particolarità territoriali.
Con la creazione del comune di Monteceneri, il Luganese ha guadagnato una nuova comunanza, ereditata dal comune di Medeglia (facente parte del Bellinzonese). Si tratta della Comunanza Cadenazzo/Monteceneri, appartenente al distretto di Bellinzona nonostante una parte sia compresa in quello di Lugano
| Nome della comunanza       | Comuni           | Superficie km² | Codice BFS |
| -------------------------- | ---------------- | -------------- | ---------- |
| Comunanza Capriasca-Lugano | Capriasca Lugano | 0,08           | 5394       |

## Variazioni amministrative dal 1803

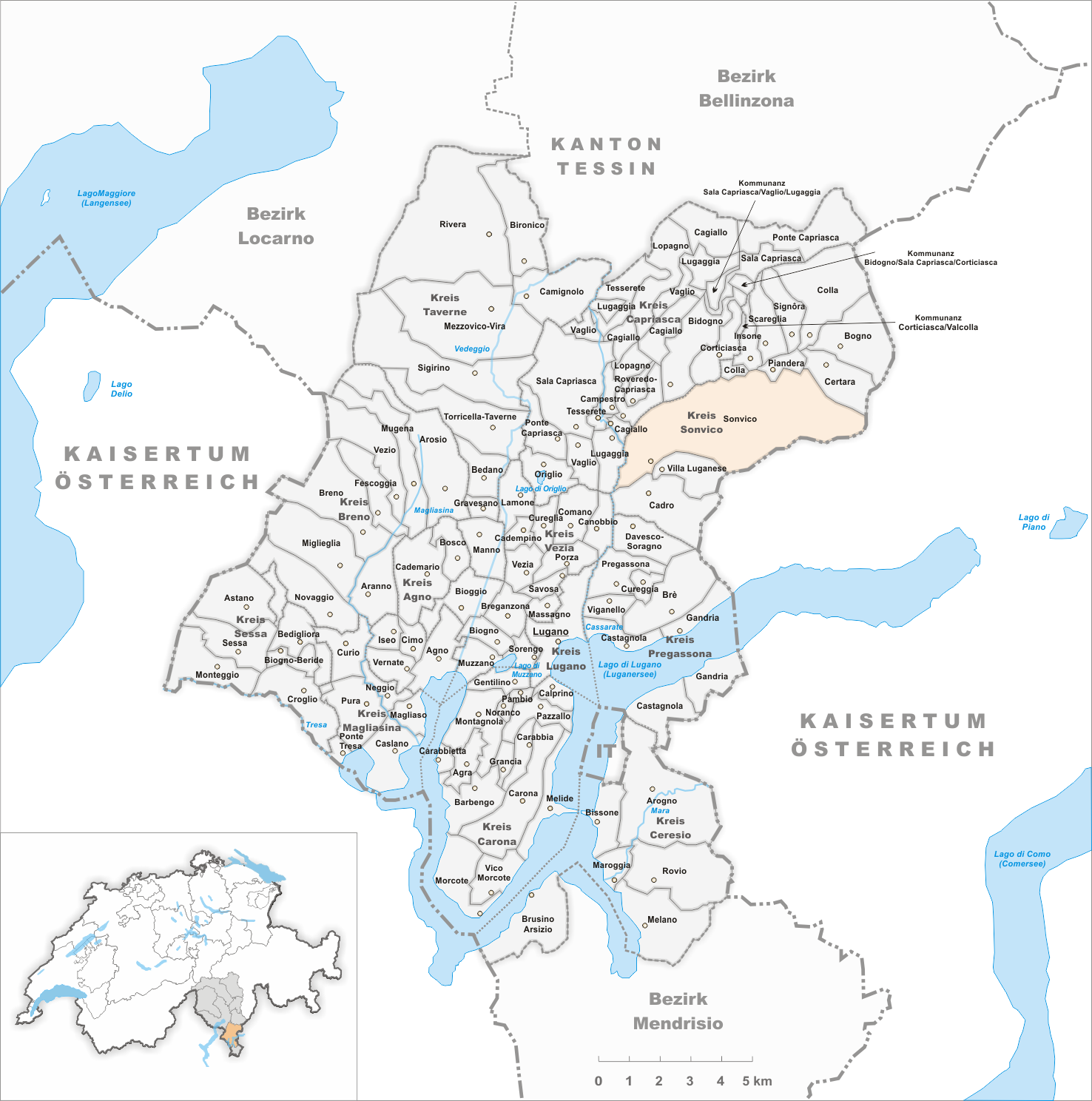
I comuni fino al 1877
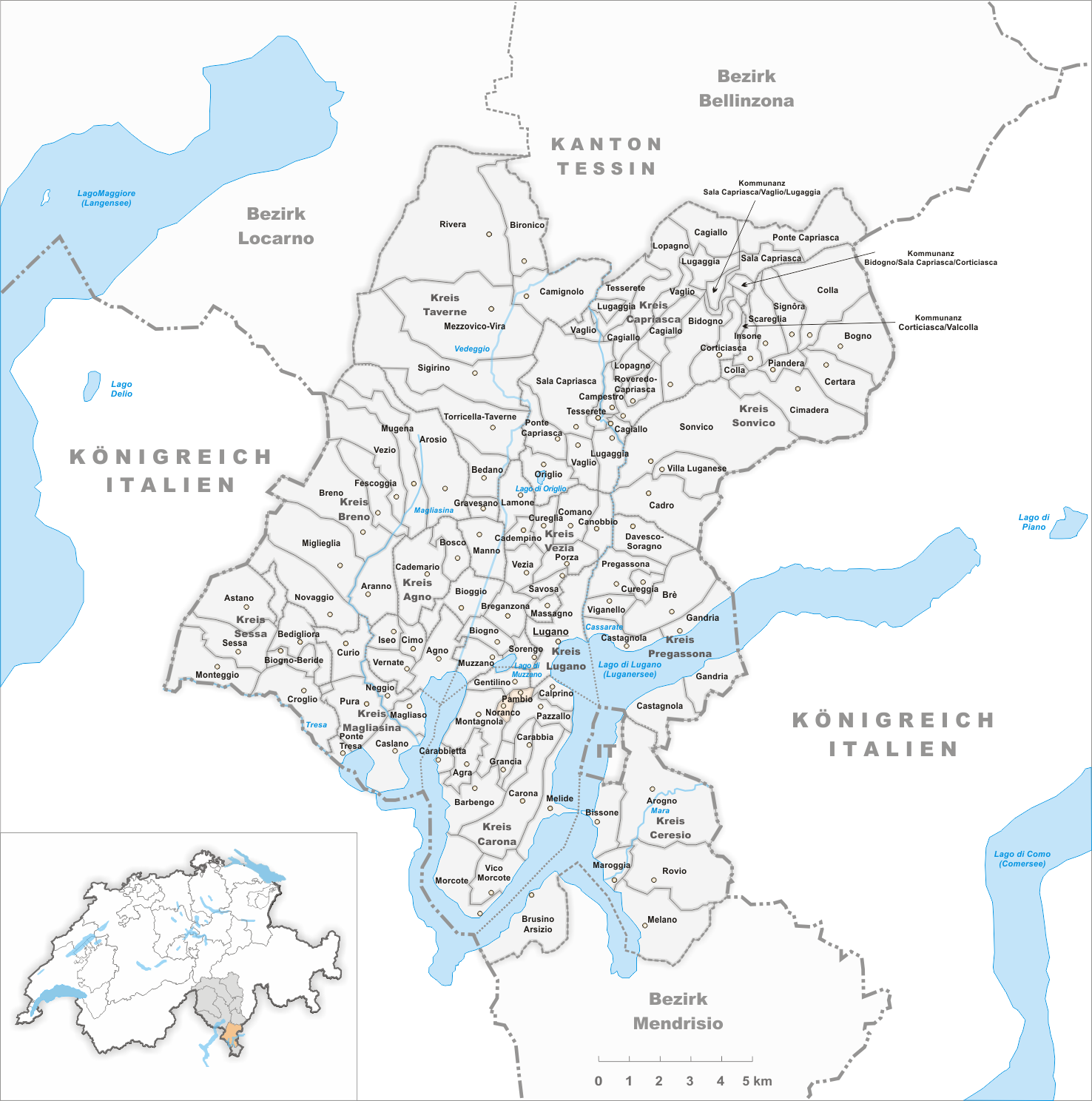
I comuni fino al 1903
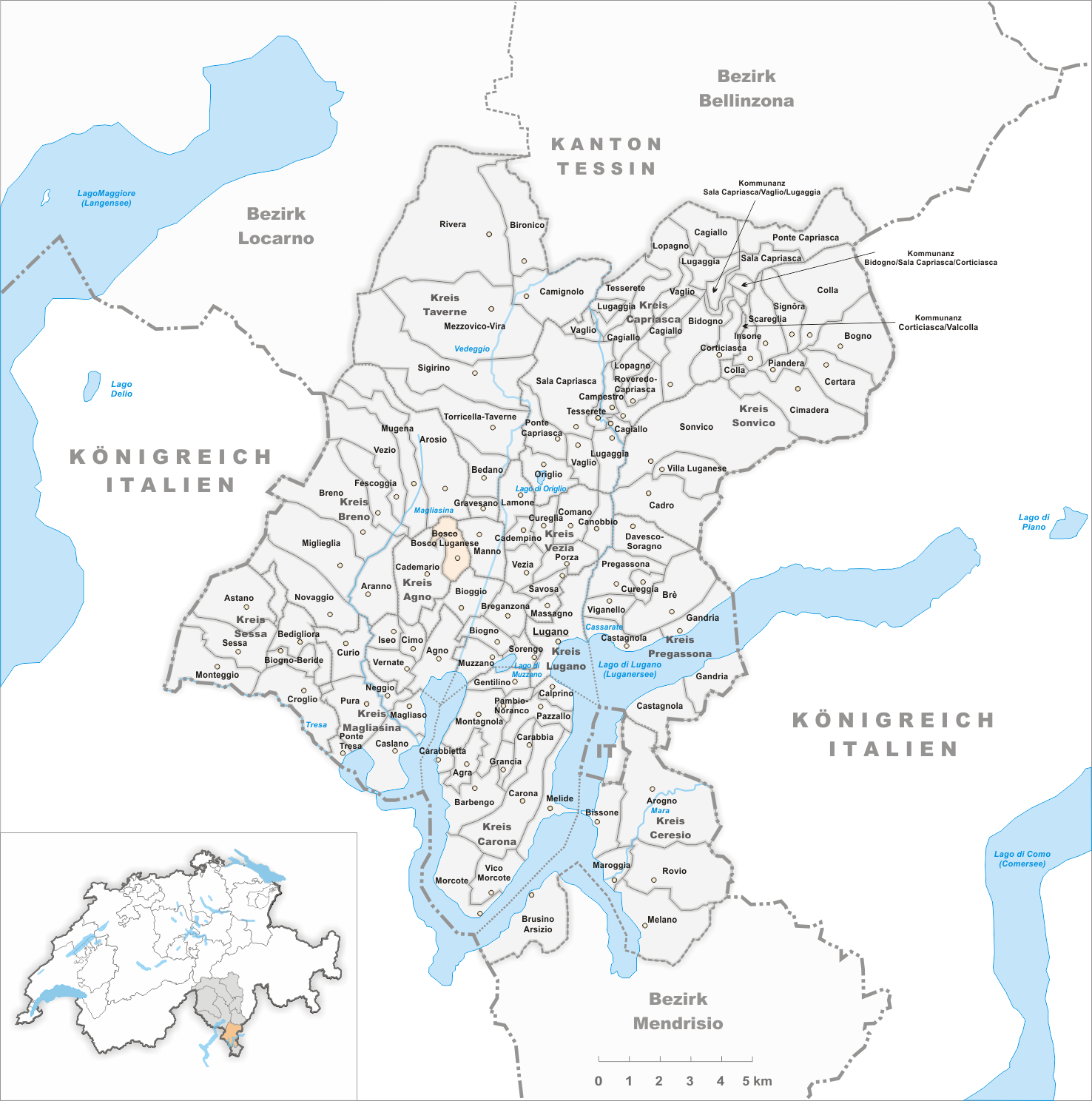
I comuni fino al 1911
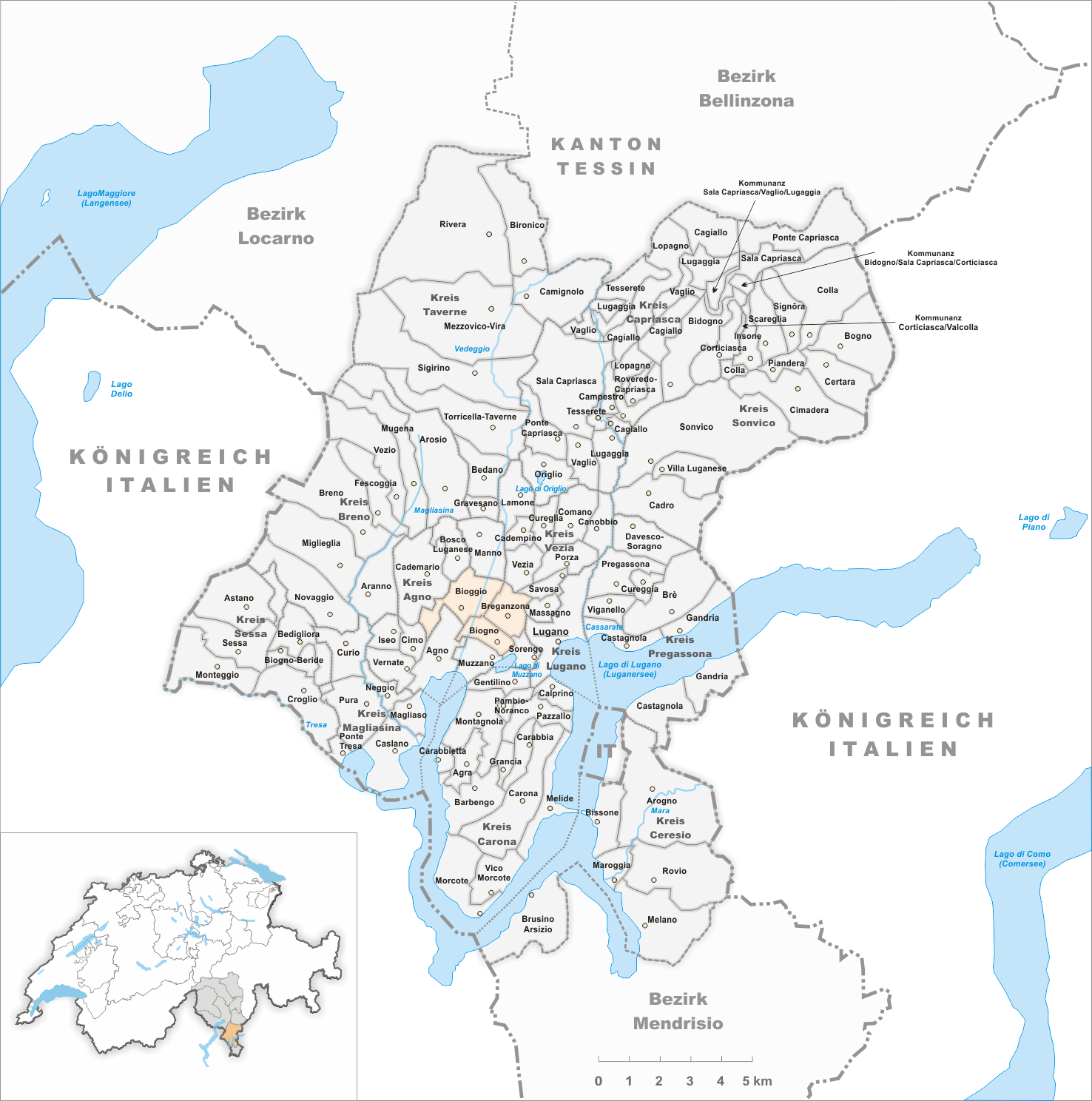
I comuni fino al 1924
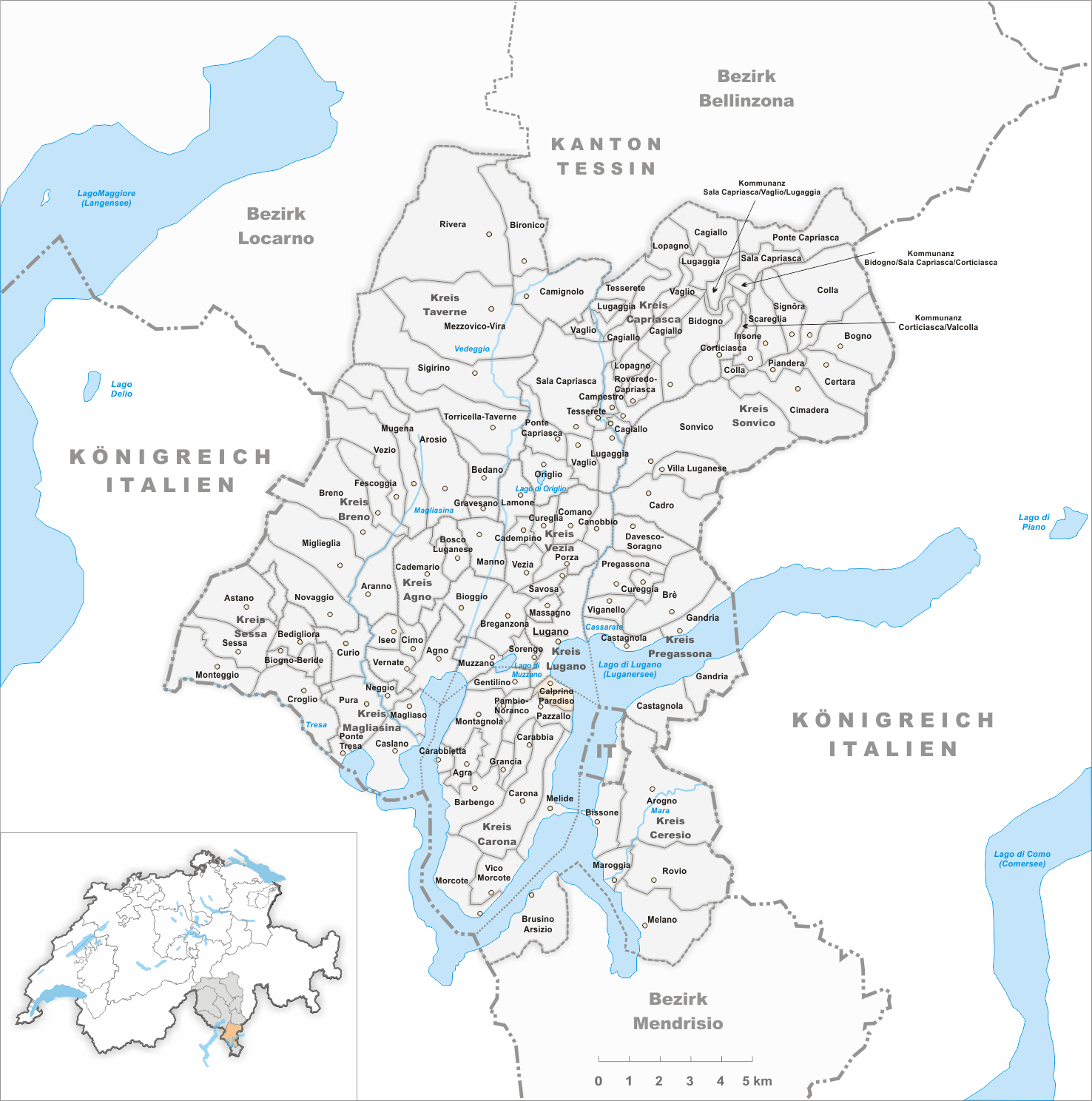
I comuni fino al 1928
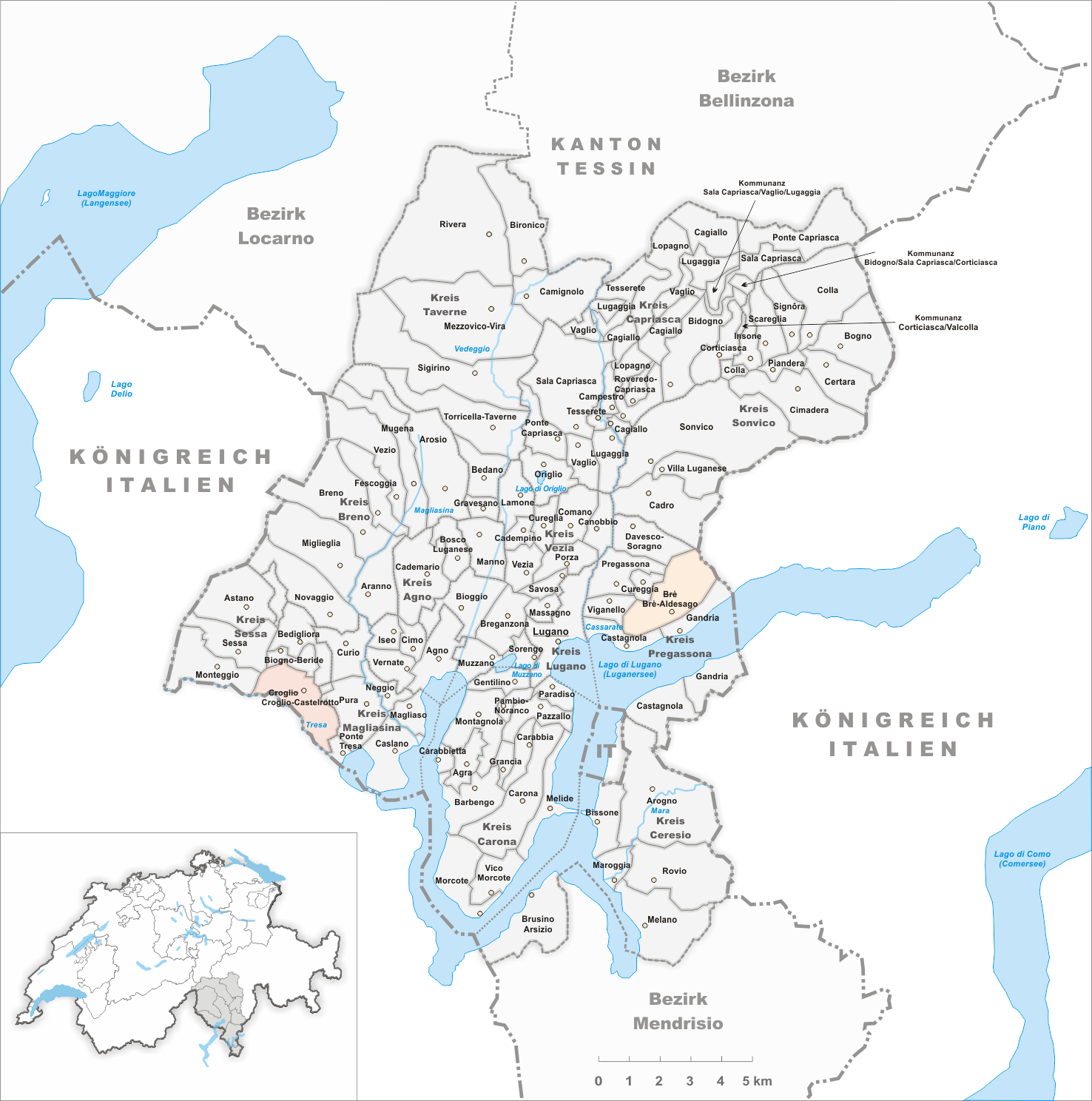
I comuni fino al 1952
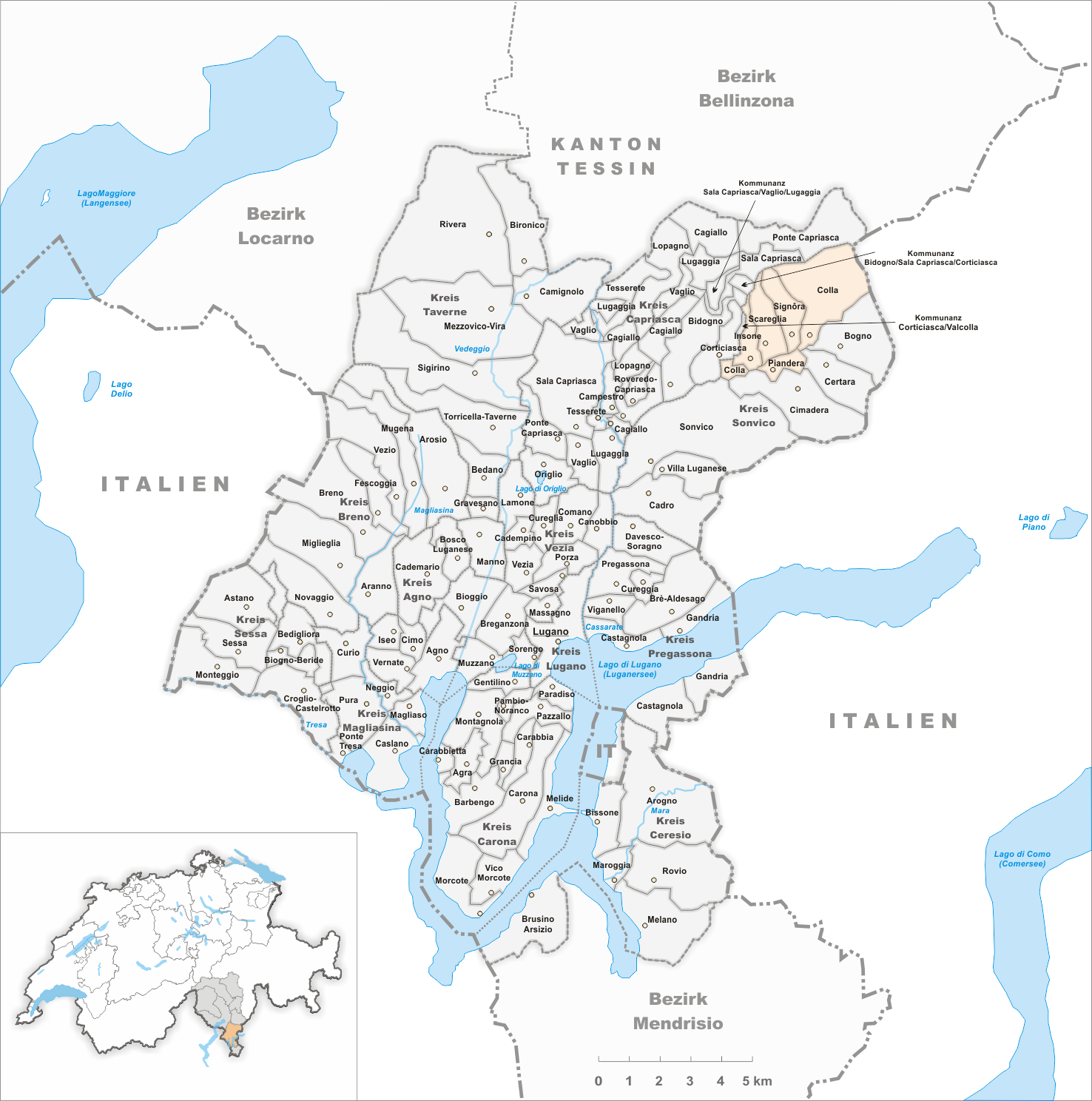
I comuni fino al 1955
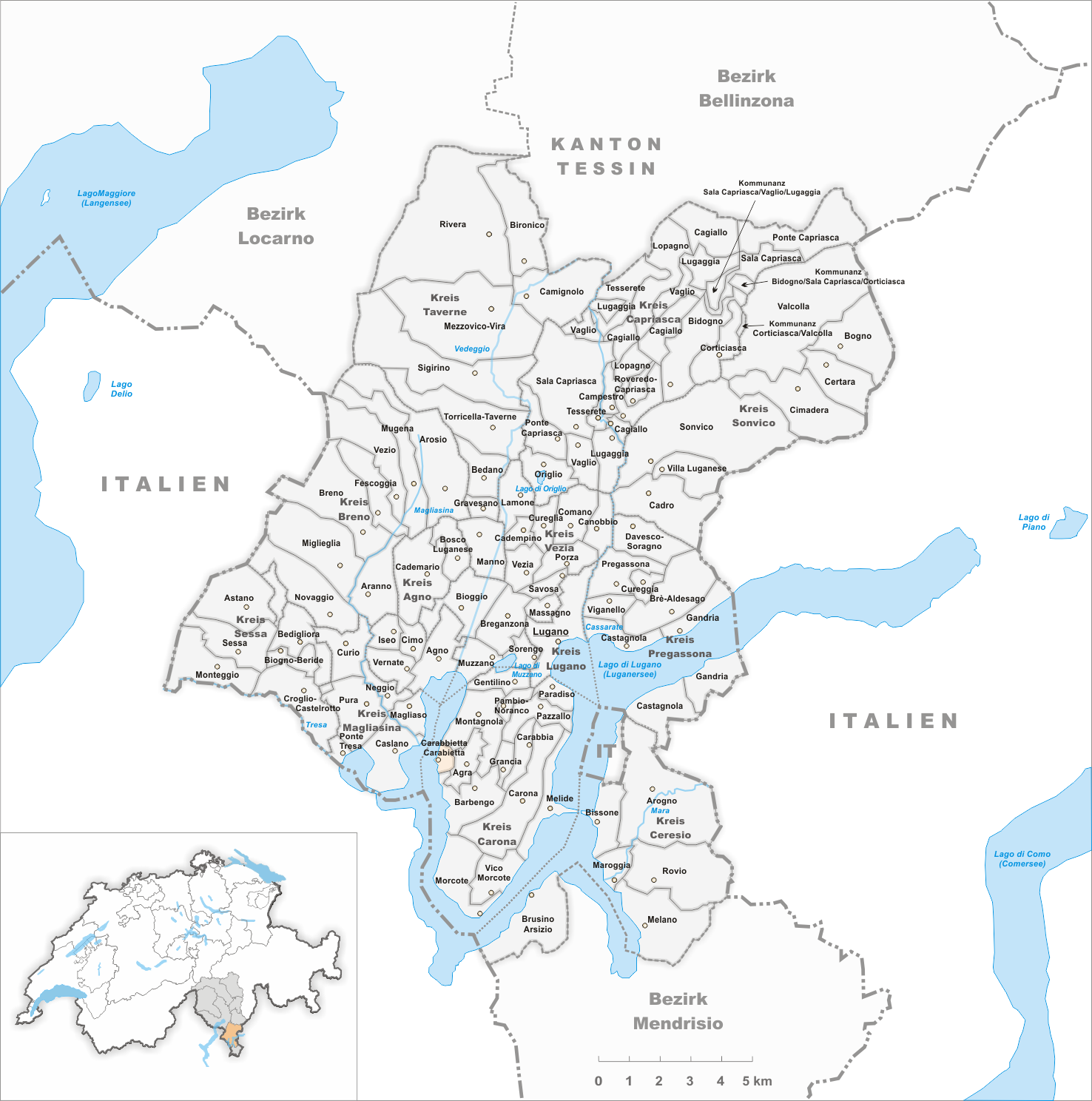
I comuni fino al 1958
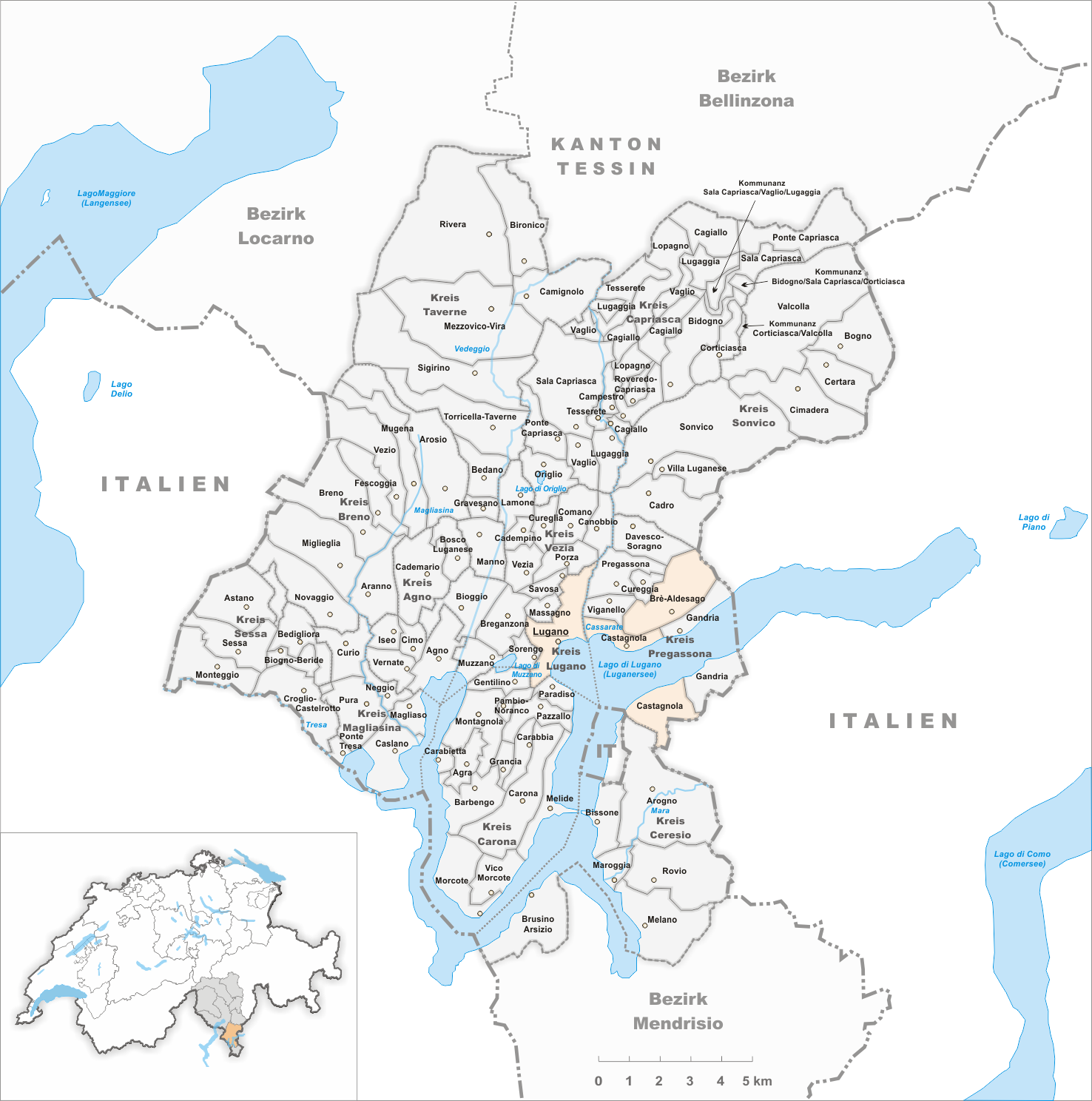
I comuni fino al 1971
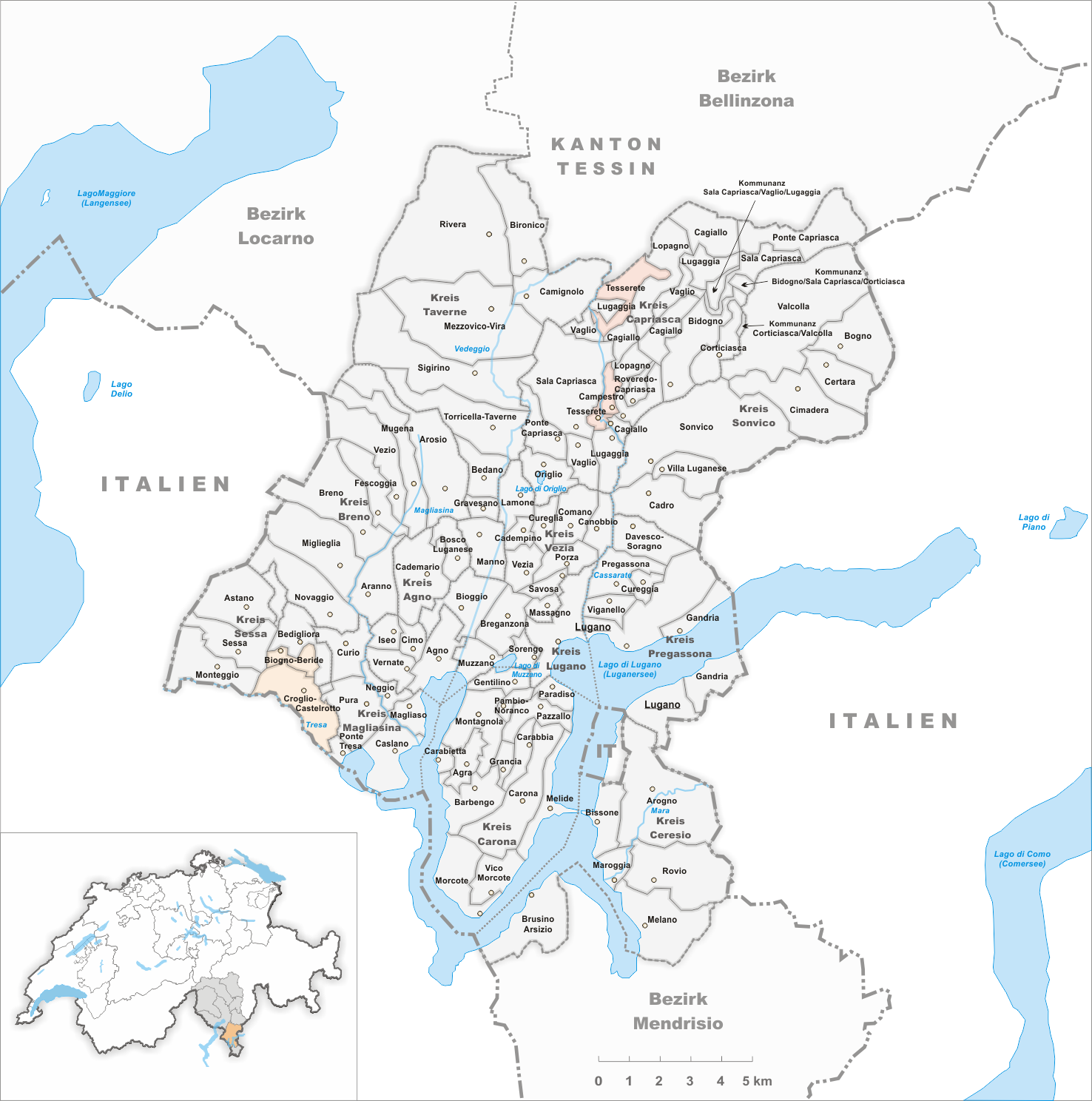
I comuni fino al 1975
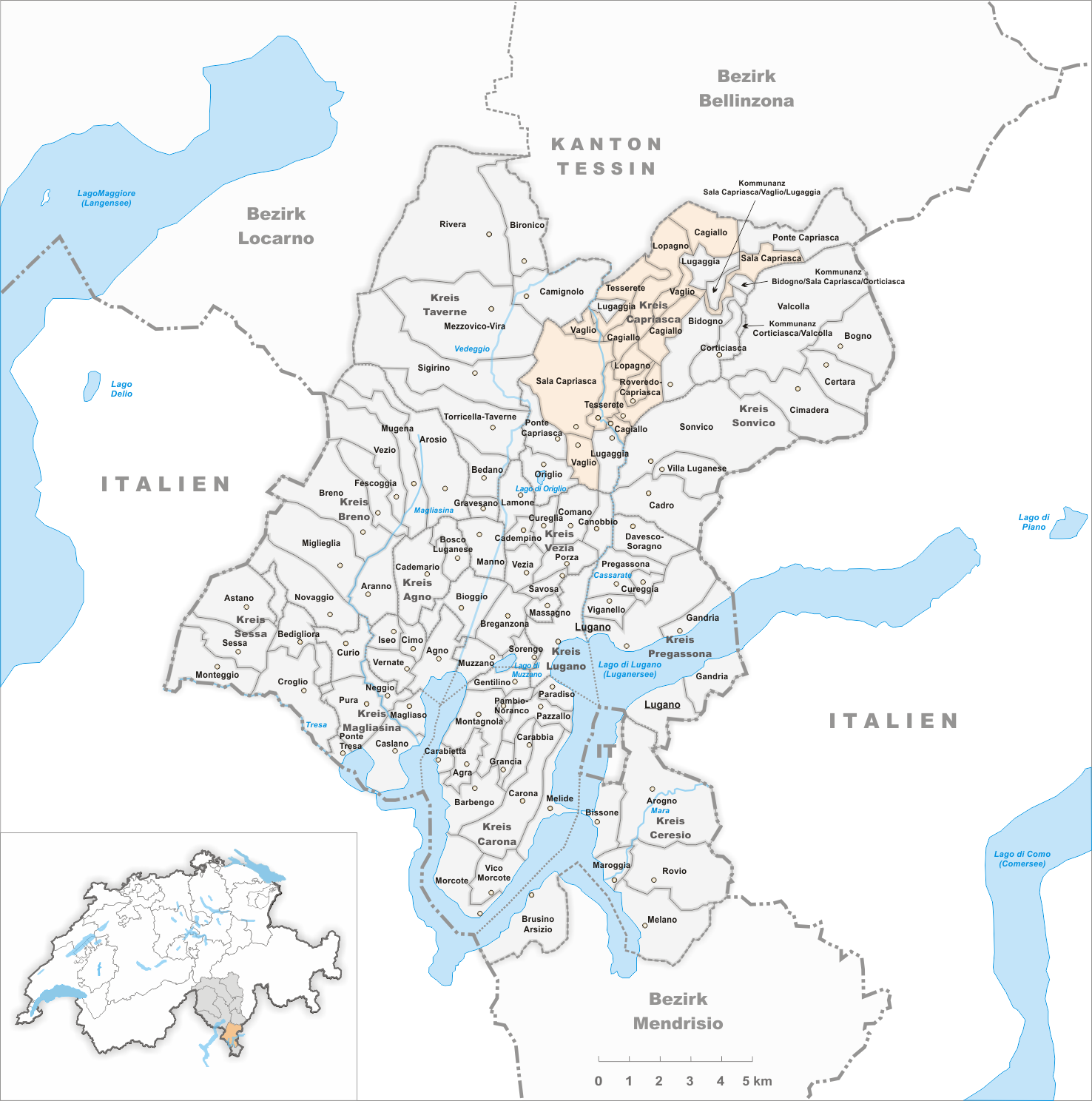
I comuni fino al 2000
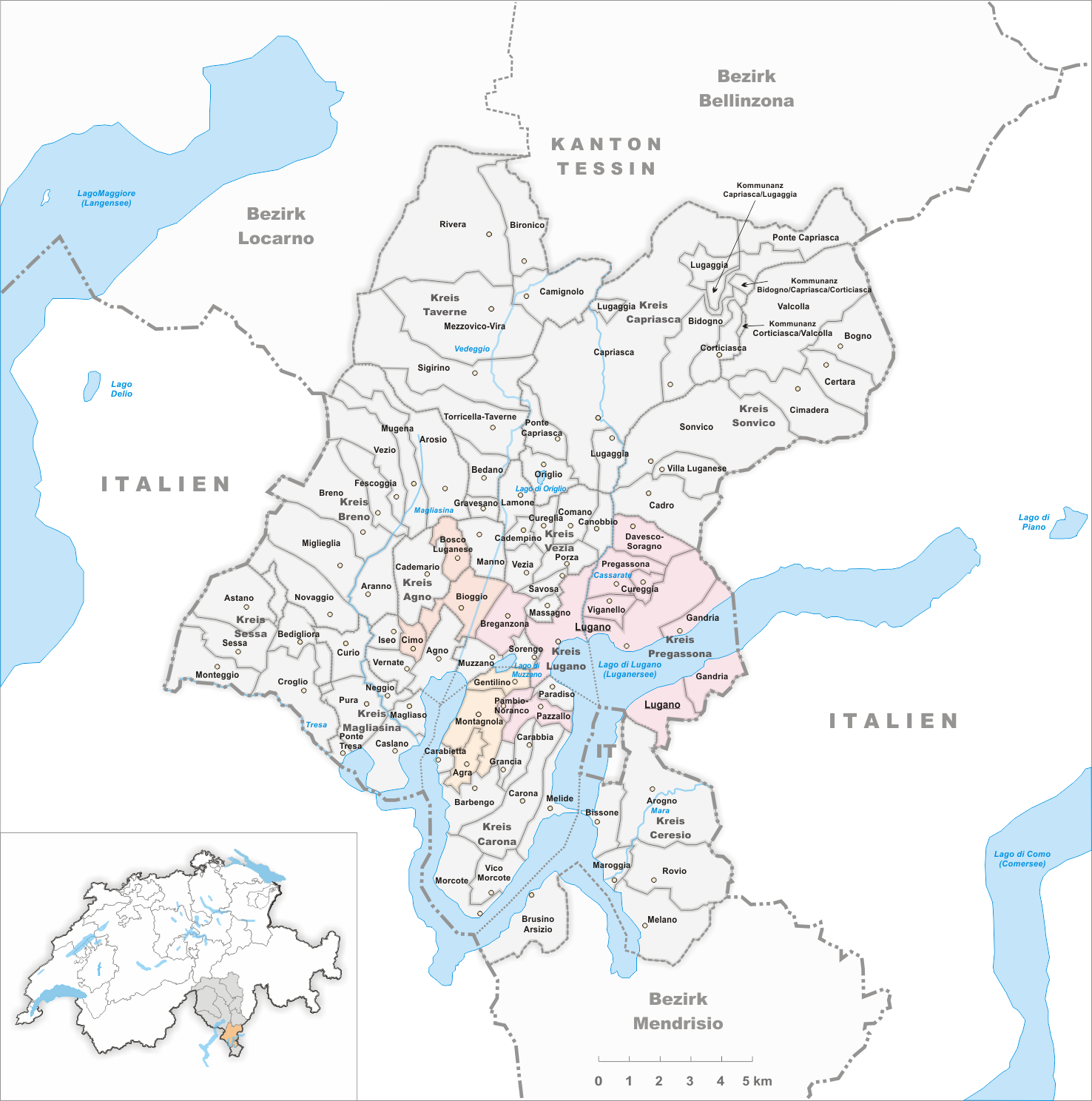
I comuni fino al 2003
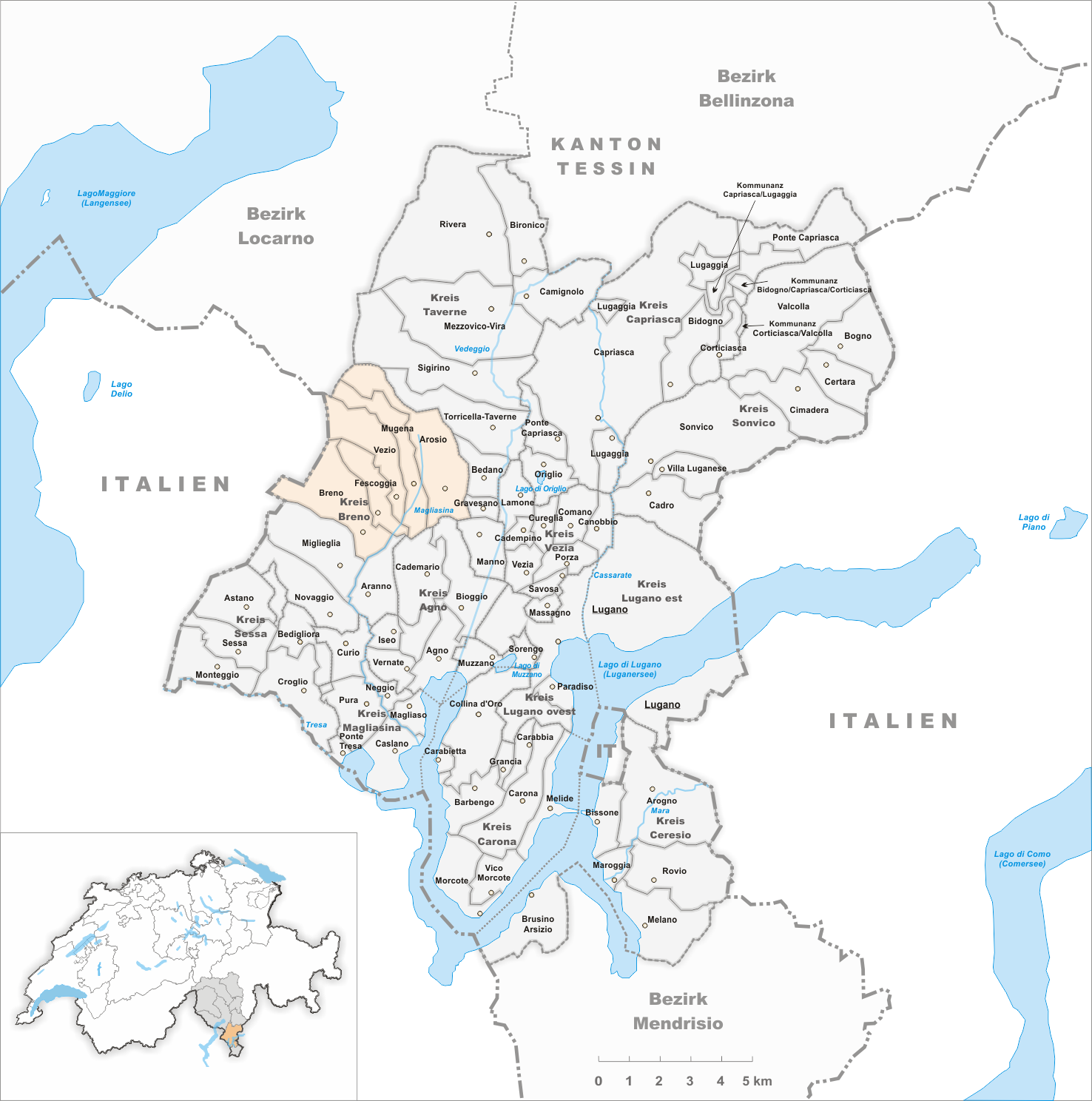
I comuni fino al 2004
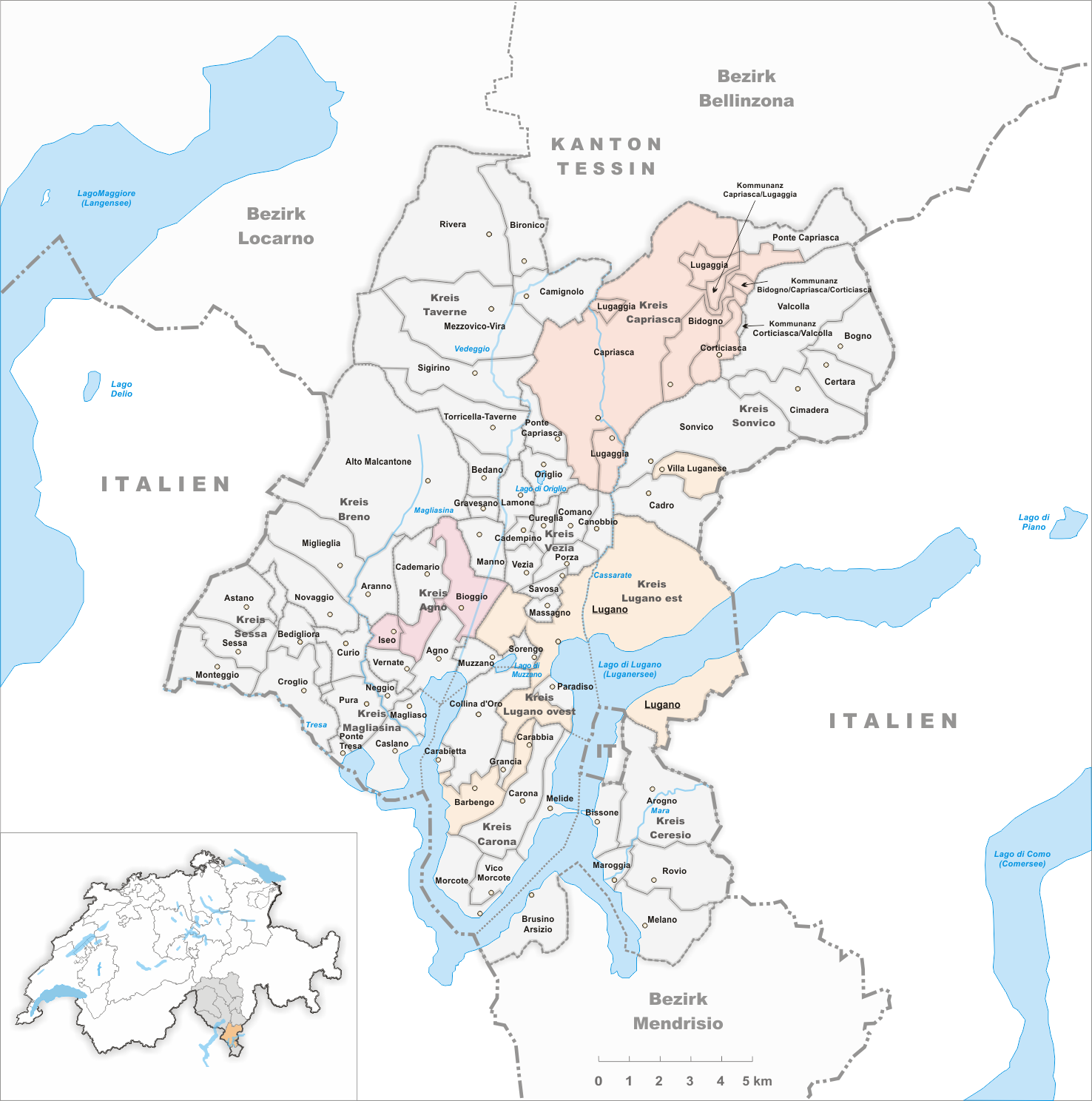
I comuni fino al 2007
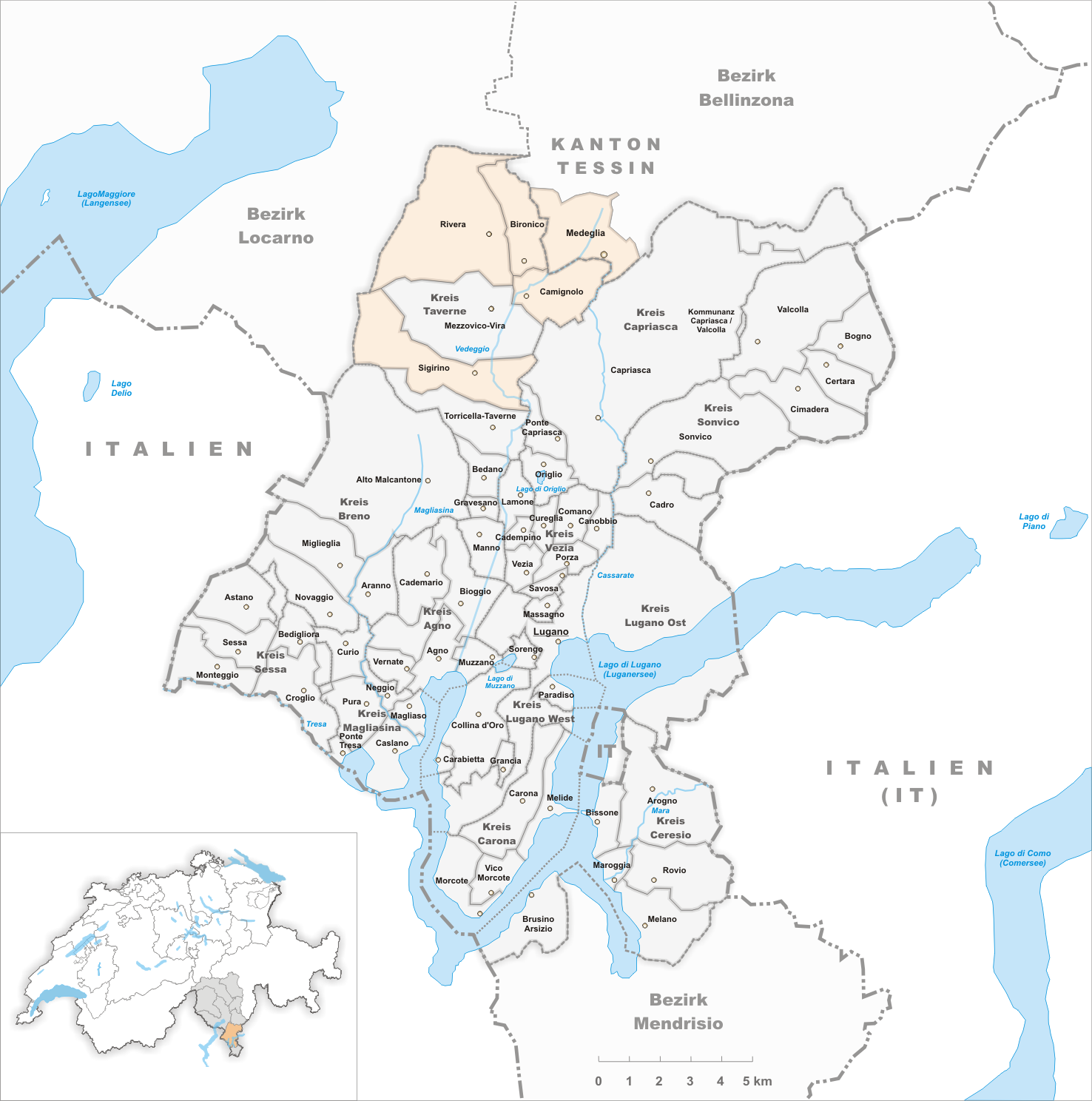
I comuni fino al 2009
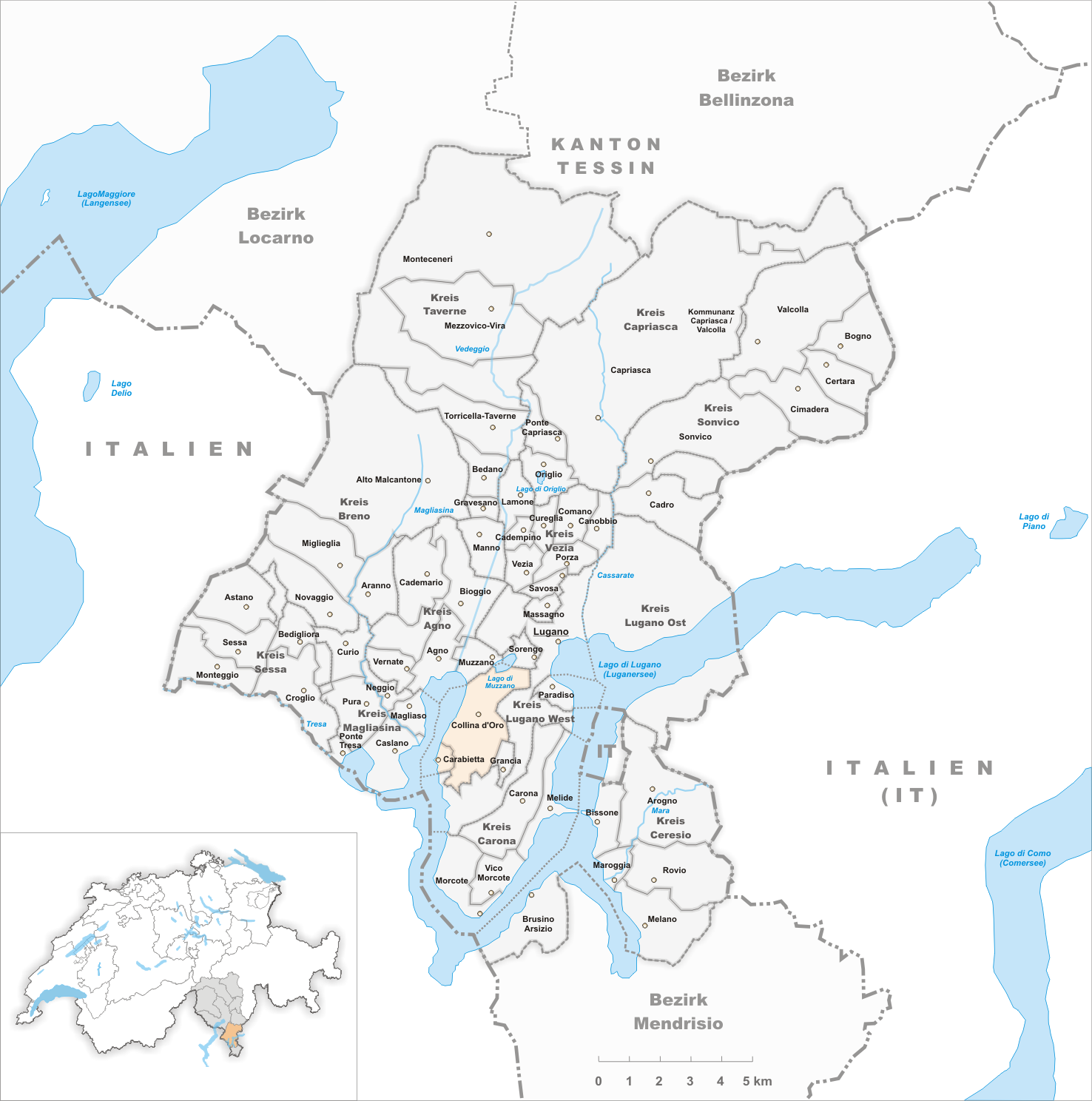
I comuni fino al 2011
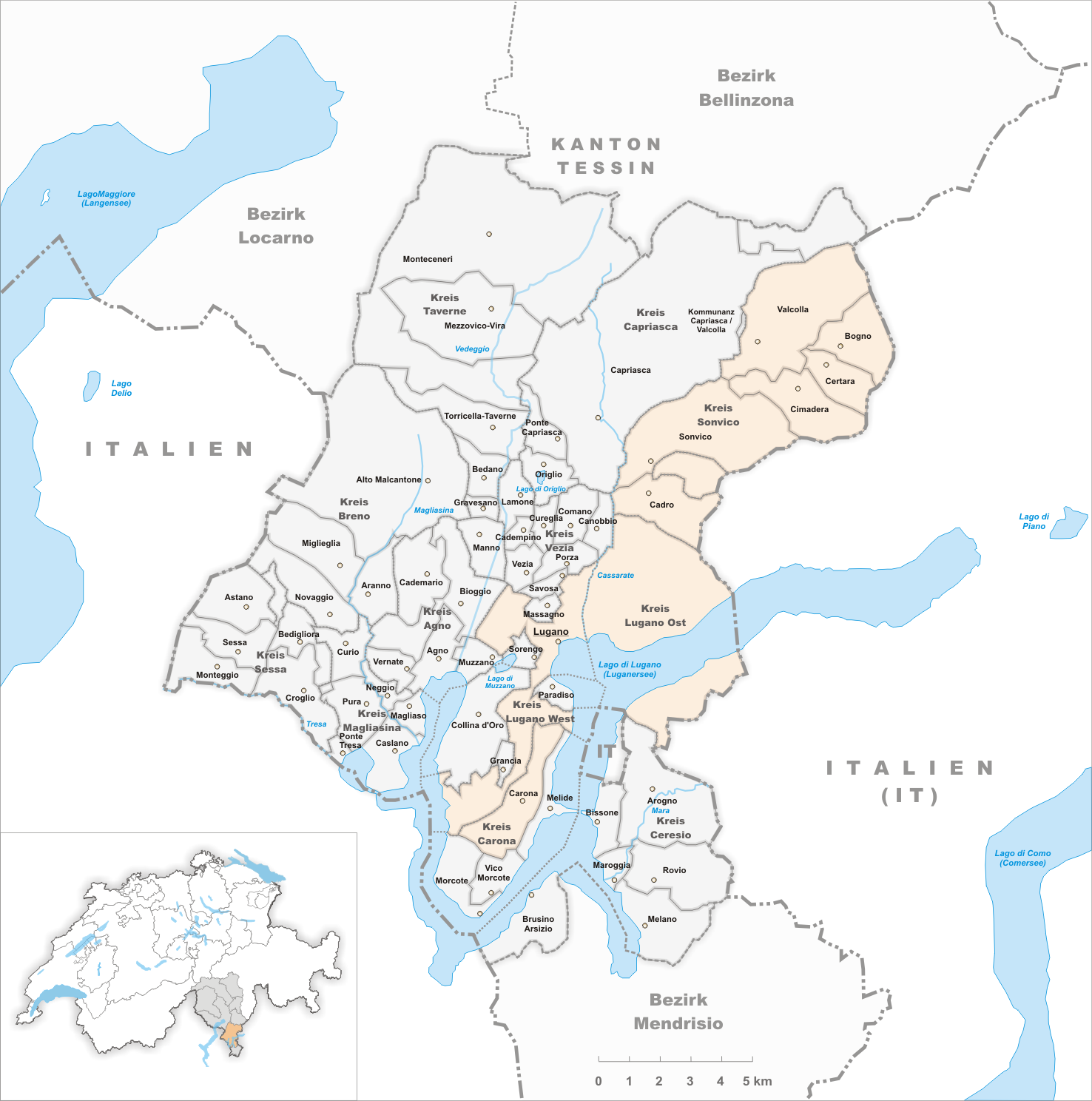
I comuni fino al 2012

### Circoli
- 1814: il Circolo di Riva San Vitale passa dal distretto di Lugano a quello di Mendrisio.
- 1814: il Circolo di Sala viene ridenominato Circolo di Tesserete, che ne diventa capoluogo.
- 6 giugno 2000: Decreto che rinomina il Circolo di Tesserete in Circolo di Capriasca.
- 23 marzo 2004: Decreto che sopprime il Circolo di Pregassona e divide il Circolo di Lugano in est e ovest.
- 24 gennaio 2012: Decreto che sopprime il Circolo di Sonvico, che diventa parte del Circolo di Lugano est.

### Comuni
- 1º settembre 1804: il comune di Rovello viene suddiviso nei comuni di Savosa (nel cui territorio è compreso il villaggio di Rovello), Massagno (la frazione di Gerso) e Lugano.
- 12 giugno 1860: Caslano diventa capoluogo del Circolo della Magliasina.
- 9 maggio 1878: Cimadera diventa comune autonomo, separandosi da Sonvico.
- 24 giugno 1924: il comune di Biogno viene suddiviso nei comuni di Breganzona (per quanto riguarda il paese di Biogno) e di Bioggio (la frazione dei Mulini).
- 12 luglio 1929: il comune di Calprino viene rinominato Paradiso.
- 20 dicembre 1945: Paradiso diventa capoluogo del Circolo di Carona.
- 15 ottobre 1956: Decreto che fonde i comuni di Colla, Insone, Scareglia, Signôra e Piandera nel nuovo comune di Valcolla.
- 14 dicembre 1971: Decreto che incorpora i comuni di Brè-Aldesago e Castagnola nella città di Lugano.
- 26 novembre 1974: Decreto che fonde i comuni di Croglio-Castelrotto e Biogno-Beride nel nuovo comune di Croglio.
- 6 giugno 2000: Decreto che fonde i comuni di Tesserete, Cagiallo, Sala Capriasca, Lopagno, Roveredo Capriasca e Vaglio nel nuovo comune di Capriasca.
- 8 ottobre 2003: Decreto che incorpora i comuni di Breganzona, Cureggia, Davesco-Soragno, Gandria, Pambio-Noranco, Pazzallo, Pregassona e Viganello nella città di Lugano.
- 3 novembre 2003: Decreto che fonde i comuni di Agra, Gentilino e Montagnola nel nuovo comune di Collina d'Oro.
- 3 novembre 2003: Decreto che incorpora i comuni di Bosco Luganese e Cimo nel comune di Bioggio.
- 14 marzo 2005: i comuni di Arosio, Breno, Fescoggia, Mugena e Vezio si fondono nel comune di Alto Malcantone.
- 20 aprile 2008: Decreto che incorpora i comuni di Bidogno, Corticiasca e Lugaggia nel comune di Capriasca.
- 20 aprile 2008: Decreto che incorpora il comune di Iseo nel comune di Bioggio.
- 20 aprile 2008: Decreto che incorpora i comuni di Barbengo, Carabbia e Villa Luganese nella città di Lugano.
- 21 novembre 2010: Aggregazione dei comuni di Bironico, Camignolo, Medeglia, Rivera e Sigirino nel nuovo comune di Monteceneri. Medeglia passa dal Distretto di Bellinzona a quello di Lugano.
- 1º aprile 2012: Decreto che incorpora il comune di Carabietta nel comune di Collina d'Oro.
- 14 aprile 2013: Aggregazione nella città di Lugano dei comuni di Bogno, Cadro, Certara, Cimadera, Sonvico e Valcolla con decreto governativo del 24 gennaio 2012 e del comune di Carona dopo votazione consultiva dell'11 marzo 2012.
- 18 aprile 2021: Decreto che fonde i comuni di Croglio, Monteggio, Ponte Tresa e Sessa nel nuovo comune di Tresa.
- 10 aprile 2022: Decreto che fonde i comuni di Maroggia, Melano e Rovio nel nuovo comune di Val Mara.